# Un pod prea îndepărtat

Coperta primei ediții

Un pod prea îndepărtat (titlu original în engleză: A Bridge Too Far) este o carte de non-ficțiune scrisă de Cornelius Ryan și publicată prima oară în 1974. Cartea prezintă povestea Operațiunii Market Garden, o operațiune militară eșuată a Aliaților din timpul celui de-al doilea război mondial care prevedea cucerirea și apărarea unei serii de poduri peste principalele râuri din Olanda ocupată de Germania nazistă. Titlul provine de la comentariile făcute de generalul-locotenent britanic Frederick Browning care i-a spus feldmareșalului britanic Bernard Montgomery înainte de declanșarea operațiunii că "Eu cred că mergem spre un pod prea îndepărtat."
Înainte de apariția cărții lui Ryan, Operațiunea Market Garden a fost un exemplu clasic a felului în care învingătorii scriu istoria. De obicei relatările populare ale perioadei au avut tendința de a nu menționa această luptă întru totul, iar dacă o menționau în trecere se refereau la ea ca la un "succes parțial" al lui Montgomery.
Lucrarea Un pod prea îndepărtat a fost cea care a adus în atenția publicului larg adevărata față a acestei operațiuni masive, inclusiv un catalog cu erorile și greșelile comise de Aliați, în același timp evidențiind curajul deosebit al participanților.

## Ecranizare
Cartea a fost ecranizată cu un titlu omonim în 1977 sub regia lui Richard Attenborough, cu Michael Caine, Sean Connery, Anthony Hopkins și Robert Redford în rolurile principale.